# Josephine Jacobsen
Josephine Boylan Jacobsen (* 19. August 1908 in Cobourg, Ontario, Kanada als Josephine Winder Boylan; † 9. Juli 2003 in Cockeysville, Maryland) war eine US-amerikanische Schriftstellerin, die sowohl Lyrik als auch Kurzgeschichten publizierte. Daneben betätigte sie sich auch als Literaturkritikerin. Von 1971 bis 1973 war sie Consultant in Poetry der Library of Congress.

## Leben
Geboren im kanadischen Cobourg während einer Urlaubsreise ihrer Eltern, kam Josephine Winder Boylan – so ihr Mädchenname – im Alter von drei Monaten in die Vereinigten Staaten. Zunächst wuchs sie in New York City auf, doch nach dem frühen Tod ihres Vaters zog ihre Mutter mit ihr nach Baltimore im Bundesstaat Maryland. Sie erhielt Privatunterricht und besuchte später die Roland Park Country School, eine weiterführende Schule in Baltimore, die sie 1926 abschloss. Anschließend betätigte sie sich als Schauspielerin in der in Baltimore recht bekannten Theatergruppe Vagabond Players. Zusammen mit ihrer Mutter konvertierte sie zum katholischen Glauben, inspiriert durch die Hingabe französischer Pilger. 1932 heiratete sie den Unternehmer Eric Jacobsen († 1995), der im Teeimportgeschäft tätig war. Das Paar verbrachte jährlich einige Zeit in New Hampshire, doch blieb Maryland insgesamt ihr Lebensmittelpunkt. Lange Zeit lebte sie im Großraum Baltimore. Im Sommer 2003 verstarb sie in einem Altersheim in Cockeysville in Maryland im Alter von 94 Jahren an Nierenversagen. Sie hinterließ einen Sohn, mehrere Enkelkinder und zum Zeitpunkt ihres Todes einen Urenkel.

## Werk
Jacobsens entdeckte schon früh das Schreiben für sich; ihr erstes Gedicht veröffentlichte sie als Zehnjährige im St. Nicholas Magazine, einer damals bekannten Kinderzeitschrift. 1940 gelang ihr mit der Liebeslyriksammlung Let Each Man Remember der Durchbruch als Dichterin. In den 1950ern und 1960ern experimentierte sie mit der literarischen Gattung der Lyrik und entwickelte die ihr eigenen stilistischen Elemente. Den Hauptteil ihres Werks nahm die Lyrik ein, doch Jacobsen verfasste hin und wieder auch Kurzgeschichten.
Ein bedeutendes Maß öffentlicher Anerkennung wurde Jacobsen erst in der zweiten Hälfte ihres Lebens zuteil. So war sie von 1971 bis 1973 war sie Consultant in Poetry der Library of Congress. Die Position hieß später in Poet Laureate und ist eine der erstrebenswertesten Ehrungen in der US-amerikanischen Lyriklandschaft. In dieser Aufgabe beriet Jacobsen die Library of Congress zu deren Lyrik-Sammlung und organisierte Lesungen und Vorträge. Auch hielt sie selbst einige Reden und Lesungen ihres Werkes. 1978/1979 war sie Vize-Präsidentin der Poetry Society of America. Ferner saß sie in Fachgremien der Folger Shakespeare Library und des National Endowment for the Arts. Weitere Auszeichnungen, darunter auch von der Poetry Society of America, erfolgten in den 1990ern und wurden ihr sowohl für ihr literarisches Schaffen als auch für ihr Engagement in der Nachwuchsförderung zuerkannt.
Jacobsen war bekannt für ihre präzise Sprache und ihr Experimentieren mit verschiedenen Formen des Schreibens und Dichtens. Häufig bemühte sie eine naturlastige Metaphorik. Thematisch behandelte Jacobens unter anderem Fragen von Identität und Zuständen der menschlichen Existenz; der Journalist Wolfgang Saxon resümierte in einem Nachruf in der New York Times: „Für mehr als 80 Jahre lang verflechtete ihr Schreiben die physischen und spirituellen Belastungen des menschlichen Daseins.“ Auch ihr katholischer Glaube spiegelte sich in der Themensetzung ihres Werkes wider, denn er war es, der Jacobsens Gedichten eine optimistische Note beisteuerte.
Neben Monografien publizierte sie auch in diversen literarischen oder kulturellen Magazinen Amerikas, nicht zuletzt im New Yorker und der New York Times. Einen kleineren Teil ihres Werkes nehmen literaturkritische Schriften ein. Unter anderem veröffentlichte sie in regelmäßigen Abständen Buchrezensionen in der Washington Post und verfasste mit William R. Mueller eine Biografie des Dramatikers Samuel Beckett und eine Doppel-Biografie über Jean Genet und Eugène Ionesco. Für die Baltimore Sun verfasste Jacobsen in den 1970ern Reiseberichte und Op-Eds. Gesamtausgaben von Jacobens Texten erschienen in den späteren 1990ern.

## Ehrungen
- 1971–1973: Consultant in Poetry der Library of Congress[2]
- 1988: Lenore Marshall/Nation Poetry Prize[7]
- 1993: Shelley Memorial Award[2]
- 1994: Aufnahme in die American Academy of Arts and Letters[2]
- 1997: Frost Medal[2]
- 2000: Aufnahme in die Maryland Women’s Hall of Fame[6]

Daneben war Jacobsen 1975 und 1995 Finalistin für den National Book Award for Poetry. Zudem erhielt sie akademische Ehrentitel vom Goucher College, von der Notre Dame of Maryland University, von der Towson University und von der Johns Hopkins University.

## Veröffentlichungen (Auswahl)
Lyrik
- Let Each Man Remember. Kaleidograph, Dallas 1940.
- For the Unlost (= Mary O. Miller (Hrsg.): Distinguished Poets Series, Band 4). Contemporary Poetry, Baltimore 1946.
- The Human Climate. Contemporary Poetry, Baltimore 1953.
- The Animal Inside. Ohio University Press, Athens 1966.
- The Shade-Seller: New and Selected Poems. Doubleday, New York 1974. ISBN 0-385-00996-8.
- The Chinese Insomniacs: New Poems. University of Pennsylvania Press, Philadelphia 1981. ISBN 978-0-8122-7818-7.
- The Sisters: New and Selected Poems. Bench Press, Columbia 1987. ISBN 0-930769-03-1.
- Distances. Bucknell University / The Press of Appletree Alley, Lewisburg 1991. ISBN 0-916375-14-5.
- Contents of a Minute. Sarabande Books, Louisville 2008. ISBN 978-1-932511-58-1

Kurzgeschichten
- A Walk with Raschid and Other Stories. The Jackpine Press, Winston-Salem 1978. ISBN 0-917492-08-0.
- Adios, Mr. Moxley: Thirteen Stories. The Jackpine Press, Winston-Salem 1986. ISBN 0-916253-02-3.
- On the Island: New and Selected Stories. Ontario Review Press, Princeton 1989. ISBN 978-0-86538-067-7.

Literaturkritik
- mit William R. Mueller: The Testament of Samuel Beckett: A Study. Faber & Faber, London 1966. ISBN 978-0-571-06643-8.
- mit William R. Mueller: Ionesco and Genet: Playwrights of Silence. Hill & Wang, New York 1968. ISBN 978-0-8090-0544-4.

Gesamtausgaben
- In the Crevice of Time: New and Collected Poems. Johns Hopkins University Press, Baltimore 1995. ISBN 978-0-8018-6339-4.
- What Goes Without Saying: Collected Stories of Josephine Jacobsen. Johns Hopkins University Press, Baltimore 1996. ISBN 978-0-8018-5455-2.
- Elizabeth Spires (Hrsg.): Instant of Knowing: Lectures, Criticism and Occasional Prose. University of Michigan Press, Ann Arbor 1997. ISBN 978-0-472-09660-2.